# Schulreformen der Unter- und Oberstufe in Südtirol
Die Schulen in Südtirol haben laut Autonomiestatut von 1972 staatlichen Charakter. Deshalb entspricht das Bildungssystem in Südtirol in seiner Grundausrichtung im Wesentlichen dem staatlichen mit seinen Grund-, Mittel- und Oberschulen. Um den Anforderungen einer sich ständig ändernden Gesellschaft gerecht zu werden, wurde die Schule im Rahmen der Südtiroler Bildungsautonomie auf der Grundlage der staatlichen Gesetzgebung reformiert und an die neuen Bedürfnisse der Schüler angepasst.

## Reformen der Unterstufe
Im Grundschulbereich wurde mit Landesgesetz Nr. 25 vom 7. Dezember 1993 die staatliche Reform übernommen. Teamunterricht, neue Lernformen und eine Neuregelung der Bewertung gehörten im Rahmen der Südtiroler Bildungsautonomie zu den Neuerungen. Auch im Bereich der Lehrpläne wurde Südtirol – zumindest im Pflichtschulbereich – sehr früh aktiv: Mit Landesgesetz Nr. 48/1983 wurden eigene Lehrpläne für die Mittelschule eingeführt und mit Gesetz Nr. 64/1988 jene für die Grundschule.
Es dauerte weitere 20 Jahre, bis alle Schulbereiche grundlegend reformiert waren. Nach jahrelangen Vorarbeiten, Erprobungen, Streiks und Auseinandersetzungen mit Verbänden und Gewerkschaften trat am 16. Juli 2008 das Landesgesetz Nr. 5 „Allgemeine Bildungsziele und Ordnung von Kindergarten und Unterstufe“ in Kraft, das wahrscheinlich wichtigste Bildungsgesetz der letzten Jahrzehnte. Das Gesetz definiert die allgemeinen Grundsätze des Bildungssystems des Landes und führt grundlegende Neuerungen ein, die sich deutlich von den staatlichen Vorgaben absetzen. So sieht dieses Gesetz ein flexibles Curriculum in den Grund- und Mittelschulen mit Wahlpflicht- und Wahlbereich vor, die Einführung von Instrumenten der Lernberatung und Orientierung und die Dokumentation der Lernwege. Auch die Autonomie im Kindergarten wurde eingeführt, die rechtlichen Grundlagen für Lehrpläne und Bewertung werden gesetzt und die Unterrichtszeit neu geregelt.
Zur Vervollständigung der Reform der Unterstufe wurden mit Beschluss Nr. 3990 vom 3. November 2008 die Rahmenrichtlinien – die neue Bezeichnung für Lehrpläne – für die deutschsprachigen Kindergärten und mit Beschluss Nr. 81 vom 19. Jänner 2009 die Rahmenrichtlinien für die Festlegung der Curricula für die Grund- und Mittelschulen mit deutscher Unterrichtssprache genehmigt. Der Beschluss Nr. 2485 vom 12. Oktober 2009 regelte schlussendlich auch die Bewertung in der Unterstufe – bei der Südtirol nur sekundäre Befugnis hat – neu und gemeinsam für alle drei Sprachgruppen, wobei man sich mehr an die staatlichen Vorgaben gehalten hielt. Zu den Neuerungen gehörten auch die Einführung von Englisch ab der vierten(ab 2006) und der Zweiten Sprache ab der ersten Klasse der Grundschule.

## Reformen der Oberstufe
Die staatlichen Oberschulen, deren Grundstruktur aus den 1920er- und 1930er-Jahren stammt, waren der letzte Bildungsbereich, der umfassend reformiert wurde. Das Landesgesetz Nr. 11 vom 24. September 2011 „Die Oberstufe des Bildungssystems des Landes“ gestaltete die Berufs- und Oberschulen um: Im deutschen Bereich wurden die bisherigen Lehranstalten, die seit jeher stark berufsbildenden Charakter hatten, abgeschafft und teilweise wieder in der Berufsbildung aufgebaut. Strukturell und inhaltlich setzte man sich weniger vom Staat ab, ging aber mit der Einführung eines Wahlbereiches, mit Landesschwerpunkten, mit der Verpflichtung zu Lernberatung und Dokumentation der Lernwege und einiger Sonderregelungen bei der Bewertung eigene Wege.
Der Beschluss Nr. 1020 vom 4. Juli 2011 legte die Grundlagen für die Bewertung in den Oberschulen fest und der Beschluss Nr. 2040 vom 13. Dezember 2010 genehmigte die Rahmenrichtlinien des Landes für die deutschsprachigen Oberschulen  – mit Ausnahme jener für die Abschlusstriennien der Fachoberschulen, die mit Beschluss Nr. 533 vom 10. April 2012 gutgeheißen worden waren.
Zu den Neuerungen gehören auch die Einführung von Englisch ab der vierten(ab 2006) und der Zweiten Sprache ab der ersten Klasse der Grundschule.
Alle Bereiche der sekundären Gesetzgebungsbefugnis laut Art. 9, Absatz 2 des Autonomiestatutes von 1972, die schlicht mit „Unterricht in den Grund- und Sekundarschulen“ beschrieben sind, wurden damit nach vierzig Jahren mit eigenen Landesbestimmungen reformiert und auf Südtiroler Bedürfnisse angepasst.

## Autonomie der Schulen
Mit dem sogenannten Bassanini-Gesetz (Nr. 59/1997) hat der Staat eine ganze Reihe von Aufgaben und Kompetenzen an die Regionen und Lokalkörperschaften delegiert und die öffentliche Verwaltung reformiert. Das Föderalismusgesetz setzte neue Schwerpunkte: weniger Zentralismus und mehr Verantwortung und Zuständigkeiten für die peripheren Organe des Staates. Delegierung und Deregulierung waren die Schlagwörter. In dieses Gesetz wurde ein Artikel eingebaut, der den öffentlichen Schulen eine weitreichende Autonomie zuerkennt. Die Schulen sollen Rechtspersönlichkeit erhalten und in vielen Bereichen völlig eigenverantwortlich handeln können.
Mit dem Gesetz Nr. 12 vom 29. Juni 2000 hat das Land diese Autonomie auch für die Südtiroler Schulen eingeführt. Den Schulen wurde Autonomie in den Bereichen Didaktik, Organisation, Forschung, Schulentwicklung, Verwaltung und Finanzen übertragen. Mit Wirkung ab 1. September 2000 wurde allen öffentlichen Schulen des Landes die Rechtspersönlichkeit zuerkannt. Sie wurden somit juristische Personen des öffentlichen Rechts. Mit Landesgesetz Nr. 5/2008 wurde diese Autonomie auch auf die Kindergärten ausgedehnt.
Das umfassende Gesetz enthält Kriterien für die Schulgrößen, die Grundlagen des Schulprogramms und der Curricula, definiert und beschreibt inhaltlich die didaktische und organisatorische Autonomie sowie jene der Forschung und Schulentwicklung, führt die Schulverbünde ein, legt Kriterien für die Erweiterung des Bildungsangebotes fest und bestimmt die Schwerpunkte der Verwaltungsautonomie und der finanziellen Autonomie. Während das Land in den meisten Bereichen die Grundsätze des staatlichen Autonomiegesetzes übernommen und den Schulen im Wesentlichen die gleichen Kompetenzen zuerkannt hat, hat es im Bereich der Verwaltungsautonomie eine ganze Reihe von Kompetenzen für sich behalten. Dieses Gesetz regelte auch die Rolle und die Befugnisse der Schulführungskräfte neu, führte die Kontrollorgane für die Überprüfung der Finanzgebarung ein, legte Kriterien für das Landesplansoll und das Evaluationssystem fest und definierte schließlich Grundsatzbestimmungen zum Schulkalender.